# Sipko Melissen
Sipko Melissen (Scheveningen, 23 november 1941) is een Nederlands schrijver, die ook docenten Nederlands opleidde. Hij is een oudere broer van actrice Beppie Melissen.
Melissen debuteerde in 1985 met een bundel gedichten, waarna hij in 1997 zijn eerste roman publiceerde. Het boek werd bekroond met de Anton Wachterprijs. Zijn laatste romans (Een kamer in Rome, Oud Loosdrecht en De vierde mei) zijn bij Uitgeverij G.A. van Oorschot verschenen.

## Boeken
- Gezicht op Sloten (Gedichten, 1985)
- Jonge mannen aan zee (Roman, 1997)
- De huid van Michelangelo (Roman, 2000)
- De vendelzwaaier (Twee novellen, 2003)
- Spiegelpanden (Roman, 2007)
- Een kamer in Rome (Roman, 2012)
- Oud Loosdrecht (Roman, 2014)
- Kafka op Norderney (Essays, 2017)
- De vierde mei (Roman, 2020)
- Arkadia (Roman, 2023)

## Prijzen
- 1998: Anton Wachterprijs voor Jonge mannen aan zee
- 2023: BruutTAAL Regenboogboek van het jaar voor Arkadia[1]

- Bibliothèque nationale de France: cb145262182 (data)
- Digitale Bibliotheek voor de Nederlandse Letteren: meli007
- Gemeinsame Normdatei: 1060768046
- International Standard Name Identifier: 0000 0000 3347 0261
- Library of Congress Control Number: n97125508
- Nederlandse Thesaurus van Auteursnamen: 075207931
- Virtual International Authority File: 42075999
- WorldCat: E39PBJwp3MYMcDcVgXfdg8XmVC